# Georges Ibrahim Abdallah
Georges Ibrahim Abdallah (àrab: جورج إبراهيم عبد الله)  (Kobayat, 2 d'abril de 1951) és un activista polític marxista libanès, membre del Front Popular per a l'Alliberament de Palestina (FPAP) i presumpte cap de les Faccions Armades Revolucionàries Libaneses (FARL). Sentenciat a cadena perpètua l'any 1987 per actes de terrorisme, va complir condemna fins a l'any 2025 en centres penitenciaris de l'Estat francès essent un dels presos polítics més antics d'Europa. Complerts els primers quinze anys de condemna, des de l'any 1999 Abdallah tenia dret de sol·licitar la llibertat condicional, que li va ser denegada vuit vegades amb arguments diferents, principalment perquè es negà a mostar penediment.

## Biografia
Abdallah va néixer el 2 d'abril de 1951 a Kobayat, al nord del Líban, dins d'una família maronita de nou infants i de pare militar. Estudià a l'Escola Normal d'Achrafieh, un barri de l'est de Beirut, on va començar a freqüentar cercles nacionalistes propalestinis i àrabs. L'any 1972 va ser nomenat professor en un poble de la vall de la Bekaa i va romandre en l'educació fins al 1979. És l'oncle patern de l'escriptora Chloé Delaume. La seva participació política va començar a les files del Partit Social Nacionalista Sirià (PSNS), que promou l'establiment d'una Gran Síria per la fusió de diversos països àrabs, inclosa Palestina, que s'hauria de recuperar dels israelians mitjançant la lluita armada. El 1971 es va unir al Front Popular per a l'Alliberament de Palestina (FPAP), l'única facció armada palestina lidrada per un cristià, amb el que va participar en els seus primers fets d'armes, sent parent de George Habash, líder de l'organització. El grup estava en contacte amb altres organitzacions militants d'extrema esquerra a Europa, com ara l'Acció Directa de França, les Brigades Roges d'Itàlia i la Fracció de l'Exèrcit Roig (RAF) d'Alemanya
A Wadi Haddad se li va prohibir organitzar atacs contra objectius no israelians després dels sagnants combats del Setembre Negre de Jordània i l'expulsió de l'Organització d'Alliberament de Palestina (OAP) de Jordània, però va desafiar la prohibició organitzant el Front Popular per a l'Alliberament de Palestina - Operacions Exteriors (FPAP-OE) i va sol·licitar l'ajuda d'organitzacions no pertanyents al FPAP, com ara l'Organització Abu Nidal, les Cèl·lules Revolucionàries (RZ) d'Alemanya Occidental i Ilich Ramírez Sánchez, més conegut com Carlos el Xacal, a qui havia conegut l'any 1970 i format en tècniques de guerrilla. Abdallah es va convertir en un membre important de l'FPAP-OE. Haddad fou expulsat del PFLP en 1973.
Les disputes entre maronites i palestins, principalment de l'OAP van començar el 1975 i els grups d'esquerra, panarabistes i musulmans libanesos van formar el Moviment Nacional Libanès (MNL) amb els palestins. Els atemptats contra els cristians maronites van fer esclatar la guerra Civil libanesa i Israel i Síria es van implicar en la guerra lluitant al costat de diferents faccions.
Gràcies al finançament i suport del règim sirià de Hafez al-Àssad, després de la mort de Wadi Haddad, el desmantellament de FPAP-OE, i la invasió israliana del sud del Líban durant l'Operació Litani el 1978, Abdallah participà amb altres activistes cristians maronites d'esquerres en la creació de les Forces Armades Revolucionàries Libaneses (FARL) el 1979, una organització que es definia com a «comunista» i «anti-imperialista» que volia forçar la retirada del Líban de les forces dels Estats Units, Israel i França, i va recuperar els contactes amb Acció Directa, Brigades Roges i la RAF. Els seus primers atacs van ser contra les falanges al Líban, però en 1980 es va treslladar a Europa per colpejar l'enemic allà on estigui. Abdallah dirigí les operacions des de la base que aquest grup tenia a Lió, on utilitzà el nom de guerra de Salih al-Masri i Abdu-Qadir Saadi.
El 12 de novembre de 1981 les FARL dispararen a París contra l'ambaixador en funcions dels Estats Units Christian Chapman i en 1982 reivindicaren l'assassinat del coronel Charles Raymond Evans del 18 de gener, que exercia d'agregat militar estatunidenc, i l'assassinat del diplomàtic israelià i cap del Mossad a París, Yacov Barsimantov el 31 de març, ambdós a París, així com la participació en l'intent d'assassinat del cònsol estatunidenc a Estrasburg, Robert Onan Homme el 26 de març de 1984.
El 6 d'agost de 1984 fou arrestat a Itàlia el militant de les FARL Abdullah el-Mansouri, mentre es dirigia a París en el tren Ljubljana-Roma-París en possessió de vuit quilos d'explosius, i poc després també foren detinguts Joséphine Abdo Sarkis i Daher Feriol Fayez. El mateix Georges Ibrahim Abdallah va ser arrestat a Lió el 24 d'octubre de 1984 quan fugint dels agents del Mossad que el seguien, va presentar-se en una comisaria de policia amb documentació falsa, i en abril de 1985 la policia va trobar en el seu pis de París una pistola de calibre 7,65 de fabricació txeca que es va vincular posteriorment amb els atacs, 25 quilos d'explosius, dos coets, subfusells i altres armes.

## Presó
El 10 de juliol de 1986, va ser jutjat. En el diari de memòria que va editar Jacques Attali, assessor del president francès François Mitterrand, va escriure: «Dimecres 6 de març de 1985, només se l'inculpa de falsificació i ús. Compta amb un fals-veritable passaport algerià».
El 23 de març de 1985, les FARL segrestaren Gilles Sidney Peyrolles, agregat cultural de França a Trípoli i fill de l'escriptor Gilles Perrault, exigint a canvi l'alliberament d'Abdallah. Yves Bonnet, llavors cap de la Direction de la Surveillance du Territoire (DST), negocià amb el servei secret algerià (directament amb el coronel Lakehal Ayat, director central de la seguretat militar, i el comandant Smaïn Lamari, cap de la seguretat interna d'Algèria) l'intercanvi que estigué a punt de concloure's. Finalment, la descoberta de l'arma utilitzada per disparar Raymond Evans i Bar-Simen-Tov en d'un dels amagatalls de les FARL va posar punt final a la negociació. Tot i així, l'agregat cultural francès va ser alliberat poc després (2 d'abril) pels seus captors. Inicialment, Abdallah va ser condemnat a 4 anys de presó per possessió d'armes i documentació falsa.
Després, va ser jutjat de nou el 28 de febrer de 1987 per complicitat d'assassinat, en aquesta ocasió per la Cour d'assises spéciale, essent finalment condemnat a cadena perpètua.
El 1987 es va publicar un llibre de Jean-Paul Mazurier, advocat d'Abdallah, en el qual confessava que va trair el seu client i va contactar amb els serveis secrets francesos (DGSE). No obstant això, no es va posar en dubte la validesa de la prova. D'aleshores ençà, va tenir com a advocat a Jacques Vergès, fins a la seva mort el 2013, i després a Jean-Louis Chalanset.
Abdallah va continuar la seva participació política mentre estava en règim penitenciari. És així com es va unir a la Plataforma del 19 de juny de 1999 que va reunir un centenar de presos que es reivindicaven com a «revolucionaris, comunistes, anarquistes, antifeixistes i antiimperialistes», incloent-hi a Jean-Marc Rouillan i Pierre Carette.
L'1 de desembre de 2009, fou condemnat a tres mesos de presó més per negar-se a oferir mostres d'ADN exigides pel Tribunal Penal de Tarba. Finalment, el 20 de maig de 2010, va ser absolt pel Tribunal d'Apel·lació de Pau.
L'any 1999 va complir la condemna mínima de la sentència a cadena perpètua, però se li van negar diverses sol·licituds de llibertat condicional. Cada dos anys té dret a demanar una nova data d'alliberament, que ha estat negada més de cinc vegades. Les noves lleis van ser creades (Loi DATI 2008) per a la prevenció de la reincidència, que es va aplicar retroactivament en el seu cas.
El setembre de 2002 fou traslladat a la presó de Fresnes. El novembre de 2003, els tribunals de Pau van ordenar la seva posada en llibertat amb la condició que finalment sortís del territori nacional francès abans del 15 de desembre però el Departament d'Estat dels Estats Units es va oposar a la decisió judicial. Dominique Perben, ministre de Justícia francès en aquell moment, va apel·lar contra l'excarceració.
El gener de 2012, la defensa d'Abdallah presentà una octava sol·licitud de llibertat. El 21 de novembre de 2012, el tribunal competent en l'aplicació de penes sobre actes de terrorisme, reunit a Lanamesa el 23 d'octubre de 2012, va emetre un dictamen favorable a la sol·licitud d'excarceració. El 10 de gener de 2013, la Cambra d'Aplicació de Penes de París, que examinà l'afer en apel·lació, accedí a la seva vuitena demanda de llibertat, sota la condició de complir l'ordre d'expulsió de França. Victoria Nuland, portaveu del Departament d'Estat dels Estats Units, va declarar a la premsa l'objecció del seu govern a la decisió del tribunal parisenc del 10 gener de 2013.
El 14 de gener de 2013 era la data prevista per tornar al Líban després de 30 anys de presó a França. No obstant això, Manuel Valls, el ministre de l'Interior francès, es va negar a signar un document administratiu de deportació d'Abdallah. Com a resultat de la declinatòria de Valls, el 15 de gener de 2013 es va fer un nou procediment judicial. El fiscal, dependent de l'autoritat del Ministeri de Justícia, va fer una segona apel·lació contra el seu alliberament (la primera apel·lació va ser al novembre de 2012).
L'abril de 2013 el Tribunal de Cassació va anul·lar aquesta decisió, al·legant que «no se li podia concedir la llibertat condicional sense haver estat prèviament sotmès obligatòriament, i a títol probatori, d'una mesura de semillibertat o de control sota vigilància electrònica durant un període d'almenys un any». L'advocat d'Abdallah va dir que el seu client esperava tornar al Líban i reprendre el seu treball en l'ensenyament.
El juny de 2013 es va presentar una queixa contra l'Estat francès davant del Grup de Treball sobre la Detenció Arbitrària de Nacions Unides. Una altra queixa, aquesta contra Manuel Valls per no haver signat el document administratiu necessari per a l'alliberament Abdallah, es va enviar a la Cour de cassation.
El 26 de febrer de 2015, el Tribunal d'Apel·lacions de París es va negar, per desena vegada, a posar en llibertat a Abdallah. El jutjat va fonamentar la seva decisió en «la manca de perdó i de penediment, i la negativa a indemnitzar les famílies de les víctimes». El seu advocat ja va manifestar que recorreria la sentència en cassació.

## Suports

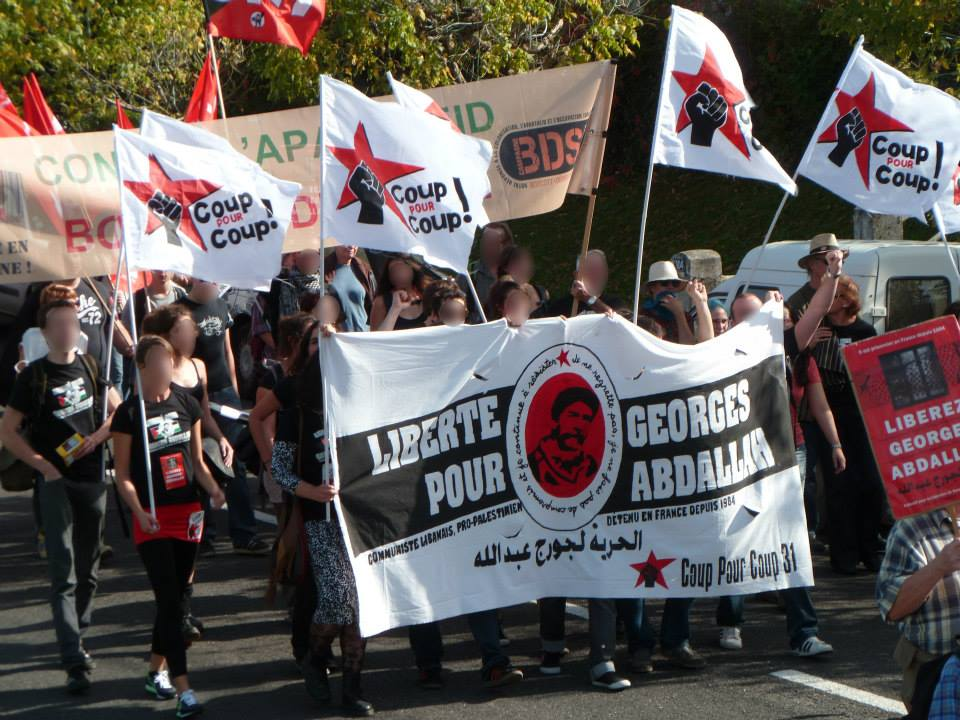
Manifestació de suport a Abdallah davant la presó de Lanamesa, el 26 d'octubre de 2013.

En una entrevista a La Dépêche du Midi del 7 de gener de 2012, Yves Bonnet, director de la DST en el moment de la detenció, va titllar d'anormal i escandalós que Abdallah encara fos empresonat. També considerava que «tenia dret a reclamar els actes comesos per les FARL com a actes de resistència. Podem no estar-hi d'acord, això és un altre debat. Però hem de recordar el context, també, la matança de Sabra i Xatila, els autors dels quals mai no van ser castigats. I avui, França, manté aquest home a la presó quan va arribar a alliberar Maurice Papon?» Bonnet pensa que és una venjança de l'Estat, «absolutament depriment», conclou.
Angela Davis li donà suport l'any 2013 quan arribà a Tolosa de Llenguadoc, igual que Leila Khaled. L'autor i el dissenyador Jacques Tardi assumí la causa del seu alliberament, fins i tot dibuixant un cartell al respecte.
També donen suport al seu alliberament diversos intel·lectuals com Nacira Guénif-Souilamas, Saïd Bouamama, Françoise Vergès, Panagiotis Sotiris, Julien Salingue, Pierre Tevanian, i artistes com Médine, Billie Brelok, Première Ligne i Dominique Grange.
Diverses associacions franceses donen suport a l'alliberament d'Abdallah com la Lliga Francesa per a la Defensa dels Drets de l'Home i del Ciutadà, l'Associació França-Palestina Solidaritat o la Unió Jueva Francesa per la Pau, així com partits polítics d'esquerra i extrema esquerra, com el Partit d'Esquerra, el Partit Comunista Francès, el Nou Partit Anticapitalista, Lluita Obrera, la Confederació Nacional del Treball, Alternativa Llibertària o l'Organització Comunista Marxista–Leninista – Via Proletària.
El 19 de maig de 2012, André Delcourt, l'alcalde comunista de Calonne-Ricouart, nomenà Abdallah ciutadà honorari del municipi. Un mes després, el 19 de juny, Christian Champiré, l'alcalde comunista de Grenay i els membres de l'Ajuntament també nomenaren Abdallah ciutadà honorari del municipi. El 13 de desembre de 2013, Marc Everbecq, també alcalde comunista, nomenà Abdallah ciutadà honorari de Bagnolet (un suburbi situat a l'est de París). La moció de l'ajuntament el descriguí com un «activista comunista» i «pres polític» que «pertany al moviment de resistència del Líban» així com un «ferm defensor de la causa palestina». Aquesta decisió fou criticada pel Consell Representatiu de les Institucions Jueves de França i, el 4 de juliol de 2014, la decisió fou anul·lada pel Tribunal Administratiu de Montreuil.
El 23 d'octubre de 2013, un manifest sorgit des de l'esquerra demanà la llibertat d'Abdallah al president de França, François Hollande, en el qual hi signaren personalitats com Noël Mamère, André Chassaigne, Patrick Braouzec i Nathalie Goulet.
El 25 de maig de 2018, una seixantena d'activistes del Col·lectiu de suport 65, així com activistes del Partit Comunista Francès i de la Lliga dels Drets de l'Home, es van concentrar davant de la presó de Lanamesa. Entre ells, hi havia Marie-Pierre Vieu, eurodiputada comunista, i Jacques Gaillot, antic bisbe d'Évreux. L'1 de febrer de 2018, manifestants tunisians, inclosos militants del Front Popular, van reiterar aquesta sol·licitud d'alliberament al president francès Emmanuel Macron durant una visita a la medina de Tunis.

## Impacte a la cultura
Fedayin, le combat de Georges Abdallah és una pel·lícula documental, d'una durada de 81 minuts i disponible en VOSC, ques va estrenar l'any 2020. Retrata la vida de resistència de Georges Abdallaha a través d'una sèrie d'entrevistes amb la seva família, amics i antics camarades al Líban, així que amb el seu advocat i amb aquells que li han recolzat a Europa. En el terreny literari, el 2021 es va publicar l'obra en francès L'Affaire Georges Ibrahim Abdallah de Saïd Bouamama.